# 1960-as labdarúgó-Európa-bajnokság (selejtező)
Az 1960-as labdarúgó-Európa-bajnokság selejtezőjét 1958-ban és 1959-ben játszották.
Az Európa-bajnokságok történetének első mérkőzését 1958. szeptember 28-án a magyarok játszották a szovjetekkel Moszkvában, melyen a szovjetek 3-1-re nyertek. Ez a mérkőzés egy nyolcaddöntő volt, azonban korábban játszották, mint az előselejtezőket.

## Lebonyolítás
A selejtező három fordulós volt. Az írek játszottak a csehszlovákokkal egy előselejtezőt. Ezt (nem időrendben) követték a nyolcaddöntők, majd a negyeddöntők. A negyeddöntőkből továbbjutó csapatok vettek részt a franciaországi záró szakaszban. A mérkőzéseket oda-visszavágós rendszerben játszották, a győzelem 2 pontot, a döntetlen 1-et, míg a vereség 0 pontot ért. Pontazonosság esetén a jobb gólkülönbség rangsorolt.

## Játékvezetők
- Lucien van Nuffel
- Gaston Grandain
- Joseph Barbéran
- Alfred Grill
- Josef Stoll
- Jozef Kowal
- Gottfried Dienst
- Vincenzo Orlandini
- Cesare Jonni
- Borče Nedelkovski
- Werner Bergmann
- Kurt Tschenscher
- Helmut Köhler
- Dimoszthénisz Sztathátosz
- Mihai Popa
- Alois Obtulovic
- Juan Gardeazabal
- Angel Rodriguez Mendizabal
- Manuel Asensi
- Dorogi Andor
- Balla Károly
- Johan Bronkhorst
- Leo Helge
- Leif Gulliksen
- Arthur Ellis

## Előselejtezők
| 1. csapat | Össz.Tooltip Aggregate score | 2. csapat     | 1. mérk. | 2. mérk. |
| --------- | ---------------------------- | ------------- | -------- | -------- |
| Írország  | 2–4                          | Csehszlovákia | 2–0      | 0–4      |

Az időpontok helyi idő szerint olvashatók.
| 1959. április 5. 15:30 |

| Írország                          | 2–0               | Csehszlovákia |
| --------------------------------- | ----------------- | ------------- |
| Tuohy 22' Cantwell 42' (11-esből) | (2–0) Jegyzőkönyv |               |

| Dalymount Park, Dublin Nézőszám: 37 500 Játékvezető: Lucien van Nuffel (belga) |

| Írország:            |    |                   |
|                      |    |                   |
| KA                   | 1  | John O'Neill      |
| ??                   | 2  | Brendan McNally   |
| ??                   | 3  | Noel Cantwell     |
| ??                   | 4  | Michael McGrath   |
| ??                   | 5  | Charles Hurley    |
| ??                   | 6  | Patrick Saward    |
| ??                   | 7  | Alfred Ringstead  |
| ??                   | 8  | Thomas Hamilton   |
| ??                   | 9  | Christopher Doyle |
| ??                   | 10 | George Cummins    |
| ??                   | 11 | Liam Tuohy        |
| Cserék:              |    |                   |
|                      |    |                   |
| Szövetségi kapitány: |    |                   |
| Válogatóbizottság    |    |                   |

| Csehszlovákia:       |    |                     |
|                      |    |                     |
| KA                   | 1  | Imrich Stacho       |
| VÉ                   | 2  | Jiří Tichy          |
| VÉ                   | 3  | Ján Popluhár        |
| ??                   | 4  | Gustav Mraz 23'     |
| KP                   | 5  | Svatopluk Pluskal   |
| KP                   | 6  | Titus Bubernik      |
| ??                   | 7  | Ján Brumovsky       |
| KP                   | 8  | Anton Moravcik      |
| ??                   | 9  | Kacsányi László     |
| CS                   | 10 | Molnár Pál          |
| ??                   | 11 | Tadeas Kraus        |
| Cserék:              |    |                     |
| ??                   | 12 | Jiří Hildebrand 23' |
| Szövetségi kapitány: |    |                     |
| Rudolf Vytlačil      |    |                     |

| 1959. május 10. 16:00 |

| Csehszlovákia                                               | 4–0               | Írország |
| ----------------------------------------------------------- | ----------------- | -------- |
| Stacho 4' (11-esből) Buberník 57' Pavlovič 66' Dolinský 75' | (1–0) Jegyzőkönyv |          |

| Tehelné pole, Pozsony Nézőszám: 41 691 Játékvezető: Joseph Barbéran (francia) |

| Csehszlovákia:       |    |                   |
|                      |    |                   |
| KA                   | 1  | Imrich Stacho     |
| VÉ                   | 2  | Jiří Tichy        |
| VÉ                   | 3  | Ján Popluhár      |
| VÉ                   | 4  | Ladislav Novák    |
| ??                   | 5  | Stefan Matlak     |
| KP                   | 6  | Titus Bubernik    |
| CS                   | 7  | Ladislav Pavlovič |
| ??                   | 8  | Adolf Scherer     |
| CS                   | 9  | Vlastimil Bubník  |
| ??                   | 10 | Kacsányi László   |
| CS                   | 11 | Milan Dolinský    |
| Szövetségi kapitány: |    |                   |
| Rudolf Vytlačil      |    |                   |

| Írország:            |    |                   |
|                      |    |                   |
| KA                   | 1  | John O'Neill      |
| ??                   | 2  | Richard Whittaker |
| ??                   | 3  | Noel Cantwell     |
| ??                   | 4  | Frank O’Farrell   |
| ??                   | 5  | Charles Hurley    |
| ??                   | 6  | Michael McGrath   |
| ??                   | 7  | Alfred Ringstead  |
| ??                   | 8  | Thomas Hamilton   |
| ??                   | 9  | Arthur Fitzsimons |
| ??                   | 10 | George Cummins    |
| ??                   | 11 | Liam Tuohy        |
| Szövetségi kapitány: |    |                   |
| Válogatóbizottság    |    |                   |

Csehszlovákia jutott tovább 4–2-es összesítéssel.

## Nyolcaddöntők

### Párosítások
| 1. csapat     | Össz.Tooltip Aggregate score | 2. csapat     | 1. mérk. | 2. mérk. |
| ------------- | ---------------------------- | ------------- | -------- | -------- |
| Szovjetunió   | 4–1                          | Magyarország  | 3–1      | 1–0      |
| Franciaország | 8–2                          | Görögország   | 7–1      | 1–1      |
| Lengyelország | 2–7                          | Spanyolország | 2–4      | 0–3      |
| Norvégia      | 2–6                          | Ausztria      | 0–1      | 2–5      |
| Dánia         | 3–7                          | Csehszlovákia | 2–2      | 1–5      |
| Jugoszlávia   | 3–1                          | Bulgária      | 2–0      | 1–1      |
| Románia       | 3–2                          | Törökország   | 3–0      | 0–2      |
| NDK           | 2–5                          | Portugália    | 0–2      | 2–3      |

### Mérkőzések
| 1958. szeptember 28. 17:00 |

| Szovjetunió                       | 3–1                         | Magyarország |
| --------------------------------- | --------------------------- | ------------ |
| Iljin 4' Metreveli 20' Ivanov 32' | (3–0) Jegyzőkönyv Részletek | Göröcs 84'   |

| Luzsnyiki Stadion, Moszkva Nézőszám: 100 572 Játékvezető: Alfred Grill (osztrák) |

| 1959. szeptember 27. 15:30 |

| Magyarország | 0–1                         | Szovjetunió |
| ------------ | --------------------------- | ----------- |
|              | (0–0) Jegyzőkönyv Részletek | Vojnov 58'  |

| Népstadion, Budapest Nézőszám: 78 481 Játékvezető: Jozef Kowal (lengyel) |

A Szovjetunió jutott tovább 4–1-es összesítéssel.
| 1958. október 1. |

| Franciaország                                              | 7–1               | Görögország |
| ---------------------------------------------------------- | ----------------- | ----------- |
| Kopa 23' Fontaine 25' 85' Cisowski 29' 68' Vincent 61' 87' | (3–0) Jegyzőkönyv | Ifandis 48' |

| Parc des Princes, Párizs Nézőszám: 37 590 Játékvezető: Gottfried Dienst (svájci) |

| 1958. december 3. |

| Görögország        | 1–1               | Franciaország |
| ------------------ | ----------------- | ------------- |
| Marche 85' (öngól) | (0–0) Jegyzőkönyv | Bruey 71'     |

| OACA Spyro Louis, Athén Nézőszám: 18 833 Játékvezető: Vincenzo Orlandini (ITA) |

Franciaország jutott tovább 8–2-es összesítéssel.
| 1958. november 2. |

| Románia                                | 3–0               | Törökország |
| -------------------------------------- | ----------------- | ----------- |
| Oaida 62' Constantin 77' Dinulescu 81' | (0–0) Jegyzőkönyv |             |

| Augusztus 23. Stadion, Bukarest Nézőszám: 67 200 Játékvezető: Gottfried Dienst (svájci) |

| 1959. április 26. |

| Törökország                        | 2–0               | Románia |
| ---------------------------------- | ----------------- | ------- |
| Küçükandonyadis 13' 54' (11-esből) | (1–0) Jegyzőkönyv |         |

| Beşiktaş İnönü Stadion, Isztambul Nézőszám: 23 567 Játékvezető: Borče Nedelkovski (jugoszláv) |

Románia jutott tovább 3–2-es összesítéssel.
| 1959. május 20. 19:00 |

| Norvégia | 0–1               | Ausztria |
| -------- | ----------------- | -------- |
|          | (0–1) Jegyzőkönyv | Hof 32'  |

| Ullevaal Stadion, Oslo Nézőszám: 27 566 Játékvezető: Werner Bergmann (német) |

| 1959. szeptember 23. 19:00 |

| Ausztria                                        | 5–2               | Norvégia         |
| ----------------------------------------------- | ----------------- | ---------------- |
| Nemec 3' 25' Hof 21' (11-esből) 67' Skerlan 59' | (3–2) Jegyzőkönyv | Ødegaard 19' 35' |

| Práter stadion, Bécs Nézőszám: 34 989 Játékvezető: Dimoszthénisz Sztathátosz (görög) |

Ausztria jutott tovább 6–2-es összesítéssel.
| 1959. május 31. |

| Jugoszlávia        | 2–0               | Bulgária |
| ------------------ | ----------------- | -------- |
| Galić 1' Tasic 87' | (1–0) Jegyzőkönyv |          |

| Partizana Stadion, Belgrád Nézőszám: 23 418 Játékvezető: Mihai Popa (román) |

| 1959. október 25. |

| Bulgária | 1–1               | Jugoszlávia |
| -------- | ----------------- | ----------- |
| Diev 50' | (0–0) Jegyzőkönyv | Mujić 56'   |

| Vaszil Levszki Stadion, Szófia Nézőszám: 27 560 Játékvezető: Kurt Tschenscher (német) |

Jugoszlávia jutott tovább 3–1-es összesítéssel.
| 1959. június 21. |

| NDK | 0–2               | Portugália                |
| --- | ----------------- | ------------------------- |
|     | (0–1) Jegyzőkönyv | Da Fonseca 12' Coluna 67' |

| Walter Ulbricht-stadion, Berlin Nézőszám: 25 000 Játékvezető: Alois Obtulovic (csehszlovák) |

| 1959. június 28. |

| Portugália               | 3–2               | NDK                |
| ------------------------ | ----------------- | ------------------ |
| Coluna 45' 62' Cavém 68' | (1–0) Jegyzőkönyv | Vogt 47' Kohle 72' |

| As Antas, Porto Nézőszám: 19 124 Játékvezető: Juan Gardeazabal (spanyol) |

Portugália jutott tovább 5–2-es összesítéssel.
| 1959. június 28. |

| Lengyelország        | 2–4               | Spanyolország                     |
| -------------------- | ----------------- | --------------------------------- |
| Pol 34' Brychczy 62' | (1–2) Jegyzőkönyv | Suárez 40' 52' Di Stéfano 41' 56' |

| Śląski Stadion, Chorzów Nézőszám: 71 469 Játékvezető: Angel Rodriguez Mendizabal (spanyol) |

| 1959. október 14. |

| Spanyolország                               | 3–0               | Lengyelország |
| ------------------------------------------- | ----------------- | ------------- |
| Di Stéfano 30' Gensana Merola 69' Gento 85' | (1–0) Jegyzőkönyv |               |

| Santiago Bernabéu stadion, Madrid Nézőszám: 62 070 Játékvezető: Balla Károly (magyar) |

Spanyolország jutott tovább 7–2-es összesítéssel.
| 1959. szeptember 23. |

| Dánia                   | 2–2               | Csehszlovákia           |
| ----------------------- | ----------------- | ----------------------- |
| Pedersen 18' Hansen 20' | (2–2) Jegyzőkönyv | Kacani 30' Dolinský 43' |

| Idrætsparken Stadion, Koppenhága Nézőszám: 34 200 Játékvezető: Johan Bronkhorst (holland) |

| 1959. október 18. |

| Csehszlovákia                                 | 5–1               | Dánia      |
| --------------------------------------------- | ----------------- | ---------- |
| Bubernik 38' 56' Scherer 49' 87' Dolinský 63' | (1–1) Jegyzőkönyv | Kramer 35' |

| Městský Stadion, Brno Nézőszám: 31 217 Játékvezető: Helmut Köhler (német) |

Csehszlovákia jutott tovább 7–3-as összesítéssel.

## Negyeddöntők

### Párosítások
| 1. csapat     | Össz.Tooltip Aggregate score | 2. csapat     | 1. mérk. | 2. mérk. |
| ------------- | ---------------------------- | ------------- | -------- | -------- |
| Szovjetunió   | mérkőzés nélkül              | Spanyolország | —        | —        |
| Franciaország | 9–4                          | Ausztria      | 5–2      | 4–2      |
| Románia       | 0–5                          | Csehszlovákia | 0–2      | 0–3      |
| Portugália    | 3–6                          | Jugoszlávia   | 2–1      | 1–5      |

### 1. mérkőzések
|  |

| Spanyolország | mérkőzés nélkül | Ausztria |
| ------------- | --------------- | -------- |
|               |                 |          |

|  |

Szovjetunió mérkőzés nélkül jutott a záró szakaszba, ugyanis a spanyolok nem játszhattak Franco tábornok utasítására.
| 1959. december 13. |

| Franciaország                       | 5–2               | Ausztria              |
| ----------------------------------- | ----------------- | --------------------- |
| Fontaine 7' 18' 70' Vincent 38' 82' | (3–1) Jegyzőkönyv | Horak 40' Pichler 65' |

| Olimpiai Stadion, Párizs Nézőszám: 43 775 Játékvezető: Manuel Asensi (spanyol) |

| 1960. március 27. |

| Ausztria             | 2–4               | Franciaország                                       |
| -------------------- | ----------------- | --------------------------------------------------- |
| Nemec 26' Probst 64' | (1–0) Jegyzőkönyv | Marcel 46' Rahis 59' Heutte 77' Kopa 83' (11-esből) |

| Práter Stadion, Bécs Nézőszám: 39 229 Játékvezető: Leo Helge (dán) |

Franciaország jutott tovább 9–4-es összesítéssel.
| 1960. május 8. |

| Portugália                 | 2–1               | Jugoszlávia |
| -------------------------- | ----------------- | ----------- |
| Santana 30' Da Fonseca 70' | (1–0) Jegyzőkönyv | Kostic 81'  |

| Nacional Do Jamor stadion, Oeiras Nézőszám: 39 978 Játékvezető: Joseph Barbéran (francia) |

| 1960. május 22. |

| Jugoszlávia                                       | 5–1               | Portugália |
| ------------------------------------------------- | ----------------- | ---------- |
| Sekularac 8' Cebinac 45' Kostic 50' 88' Galić 79' | (2–1) Jegyzőkönyv | Cavém 29'  |

| Partizana Stadion, Belgrád Nézőszám: 43 000 Játékvezető: Josef Stoll (osztrák) |

Jugoszlávia jutott tovább 6–3-as összesítéssel.
| 1960. május 22. |

| Románia | 0–2               | Csehszlovákia          |
| ------- | ----------------- | ---------------------- |
|         | (0–2) Jegyzőkönyv | Masopust 9' Bubník 45' |

| Augusztus 23. Stadion, Bukarest Nézőszám: 61 306 Játékvezető: Dorogi Andor (magyar) |

| 1960. május 29. |

| Csehszlovákia              | 3–0               | Románia |
| -------------------------- | ----------------- | ------- |
| Bubernik 1' 15' Bubník 18' | (3–0) Jegyzőkönyv |         |

| Tehelné Pole stadion, Pozsony Nézőszám: 31 057 Játékvezető: Leif Gulliksen (norvég) |

Csehszlovákia jutott tovább 5–0-s összesítéssel.

## Továbbjutók
A Szovjetunió, Franciaország, Csehszlovákia és Jugoszlávia jutott be a záró szakaszba.

## Gólszerzők
5 gólos
- Titus Bubernik
- Just Fontaine

4 gólos
- Jean Vincent

3 gólos
- Erich Hof
- Horst Nemec
- Milan Dolinský
- Bora Kostic
- Mário Coluna
- Alfredo Di Stéfano

2 gólos
- Adolf Scherer
- Vlastimil Bubník
- Raymond Kopa
- Thadée Cisowski
- Milan Galić
- Ove Ødegaard
- Domiciano Cavém
- Lucas Da Fonseca
- Luis Suárez
- Lefter Küçükandonyadis

1 gólos
- Erich Probst
- Karl Skerlan
- Rudolf Pichler
- Walter Horak
- Todor Diev
- Imrich Stacho
- Josef Masopust
- Ladislav Kacani
- Ladislav Pavlovič
- Bent Hansen
- John Kramer
- Poul Pedersen
- Bernard Rahis
- François Heutte
- Jean-Jacques Marcel
- Stéphane Bruey
- Ilias Ifandis
- Liam Tuohy
- Noel Cantwell
- Dragoslav Sekularac
- Lazar Tasic
- Muhamed Mujić
- Zvezdan Cebinac
- Ernest Pol
- Lucjan Brychczy
- Göröcs János
- Gerhard Vogt
- Horst Kohle
- Joaquim Santana
- Constantin Dinulescu
- Gheorghe Constantin
- Nicolae Oaida
- Enrique Gensana Merola
- Francisco Gento
- Anatolij Iljin
- Jurij Vojnov
- Szlava Metreveli
- Valentyin Ivanov

Öngólos
- Roger Marche